# Нинова, Людмила
Людмила Нинова-Рудолль (нем. Lyudmila Ninova-Rudoll; род. 25 июня 1960, Кула, Видинская область) — болгарская и австрийская легкоатлетка, специалистка по прыжкам в длину и тройным прыжкам. Выступала за сборные Болгарии (1984—1987) и Австрии (1991—1997) по лёгкой атлетике, обладательница серебряной и бронзовой медалей чемпионатов Европы в помещении, серебряная призёрка Всемирной Универсиады, многократная победительница первенств национального значения, действующая рекордсменка Австрии, участница двух летних Олимпийских игр.

## Биография
Людмила Нинова родилась 25 июня 1960 года в городе Кула, Болгария.
Первые серьёзные результаты в прыжках в длину стала показывать в сезоне 1984 года, тогда же вошла в состав болгарской сборной и дебютировала на международном уровне, в частности в прыжках в длину заняла восьмое место на международном турнире «Дружба-84» в Праге.
В 1986 году в прыжках в длину заняла пятые места на чемпионате Европы в помещении в Мадриде и на чемпионате Европы в Штутгарте, была восьмой на Играх доброй воли в Москве.
Будучи студенткой, в 1987 году представляла Болгарию на Всемирной Универсиаде в Загребе, где завоевала серебряную награду в зачёте прыжков в длину. На чемпионате мира в Риме стала в финале девятой.
Впоследствии переехала на постоянное жительство в Австрию, занималась лёгкой атлетикой в Швехате в местном одноимённом клубе SV Schwechat.
В 1991 году стала чемпионкой Австрии в прыжках в длину, вошла в основной состав австрийской национальной сборной — заняла 13-е место на чемпионате мира в помещении в Севилье и седьмое место на чемпионате мира в Токио.
В 1992 году на чемпионате Европы в помещении в Генуе выиграла бронзовую медаль в прыжках в длину и стала пятой в тройных прыжках, установив при этом ныне действующий рекорд Австрии — 13,67 метра. Благодаря череде успешных выступлений удостоилась права защищать честь страны на летних Олимпийских играх в Барселоне — на предварительном квалификационном этапе прыгнула на 6,53 метра, чего оказалось недостаточно для выхода в финал. Также в этом сезоне была третьей на Кубке мира в Гаване.
В 1993 году в прыжках в длину стала седьмой на чемпионате мира в помещении в Торонто. На чемпионате мира в Штутгарте заняла шестое место в прыжках в длину и 11-е место в тройных прыжках.
В 1994 году выиграла серебряную медаль в прыжках в длину на чемпионате Европы в помещении в Париже. На международном турнире в Севилье превзошла всех соперниц и установила ныне действующий рекорд Австрии в прыжках в длину на открытом стадионе — 7,09 метра. На чемпионате Европы в Хельсинки показала пятый результат, на Играх доброй воли в Санкт-Петербурге — четвёртый.
В 1995 году прыгала в длину на чемпионате мира в Гётеборге, в финал не вышла.
В 1996 году на международном турнире «Русская зима» в Москве завоевала золотую награду и установила ныне действующий национальный рекорд в прыжках в длину в помещении — 6,81 метра. Позднее стала пятой на чемпионате Европы в помещении в Стокгольме. Принимала участие в Олимпийских играх в Атланте — провалила все три свои попытки в прыжках в длину, не показав никакого результата.
В 1997 году на домашнем турнире в Линце установила рекорд Австрии в тройном прыжке на открытом стадионе, который до настоящего времени остаётся непревзойдённым — 13,75 метра. На чемпионате мира в Афинах не смогла преодолеть предварительный квалификационный этап. По окончании сезона завершила спортивную карьеру.